# 天主教濰坊教區
天主教潍坊教区是天主教在中国山东省潍坊市设立的一个教区。
1931年6月16日，罗马教廷从烟台代牧区分设益都监牧区。辖区面积1,800 平方公里。由法国方济各会管理。1948年，教区有信徒12,620人。
2023年4月20日，教宗废除益都监牧区，建立潍坊教区，並任命教區主教；此一消息至2024年1月29日新任教區主教被祝聖時才正式公布。教区边界如下：潍城区、寒亭区、坊子区、奎文区、四个市属开发区、青州市、诸城市、寿光市、安丘市、高密市、昌邑市、昌乐县、临朐县。莱芜区东部并入济南总教区。博山区、临淄区、广饶县、博兴县、高青县并入周村教区。
目前，潍坊教区面积为16,167平方公里，共有10位神父和6位修女。

## 主教
- 卫国栋（Venanzio Guichard, O.F.M.），1932年到1937年
- 狄嘉略（Alessandro Digard, O.F.M.），1938年到1949年
- John Yang Feng-Shu，1951年到1982年
- 贾福善，1958年自选自圣
- 孙智宾，1988年至2008年[3]
- 孙文君，2008年起署理教区事务。2023年4月20日獲任命为新设立的潍坊教区主教，2024年1月29日祝圣。